# Retalia nitida
Retalia nitida là một loài tò vò trong họ Ichneumonidae.